# Шматово (Сумская область)
Шматово (укр. Шматове) — село,
Терновский поселковый совет,
Недригайловский район,
Сумская область,
Украина.
Код КОАТУУ — 5923555610. Население по переписи 2001 года составляло 20 человек .

## Географическое положение
Село Шматово находится на берегу реки Биж,
выше по течению на расстоянии в 2 км расположено село Биж,
ниже по течению на расстоянии в 0,5 км расположено село Мазное.
На расстоянии в 1 км расположены село Лавровое и село Озёрное.